# デスティン
デスティン (Destine) とは、オランダのエモバンドである。2010年にアルバム『Lightspeed』でデビューを飾り、オランダの公式アルバムチャートにて初登場22位を記録した。2012年には、前作よりも更にエモ色の強くなった2ndアルバム『Illuminate』を発表している。
2015年、バンドの解散を発表した。

## 現在のメンバー
- Robin van Loenen
- Hubrecht Eversdijk
- Laurens Troost
- Tom Vorstius Kruijff
- Jordy Datema

## ディスコグラフィー
- Lightspeed (2010)
- Illuminate (2012)
- Forevermore (2015)